# Aleurites rockinghamensis
Aleurites rockinghamensis är en törelväxtart som först beskrevs av Henri Ernest Baillon, och fick sitt nu gällande namn av Paul Irwin Forster. Aleurites rockinghamensis ingår i släktet tungträd (släktet), och familjen törelväxter. Inga underarter finns listade i Catalogue of Life.

## Bildgalleri

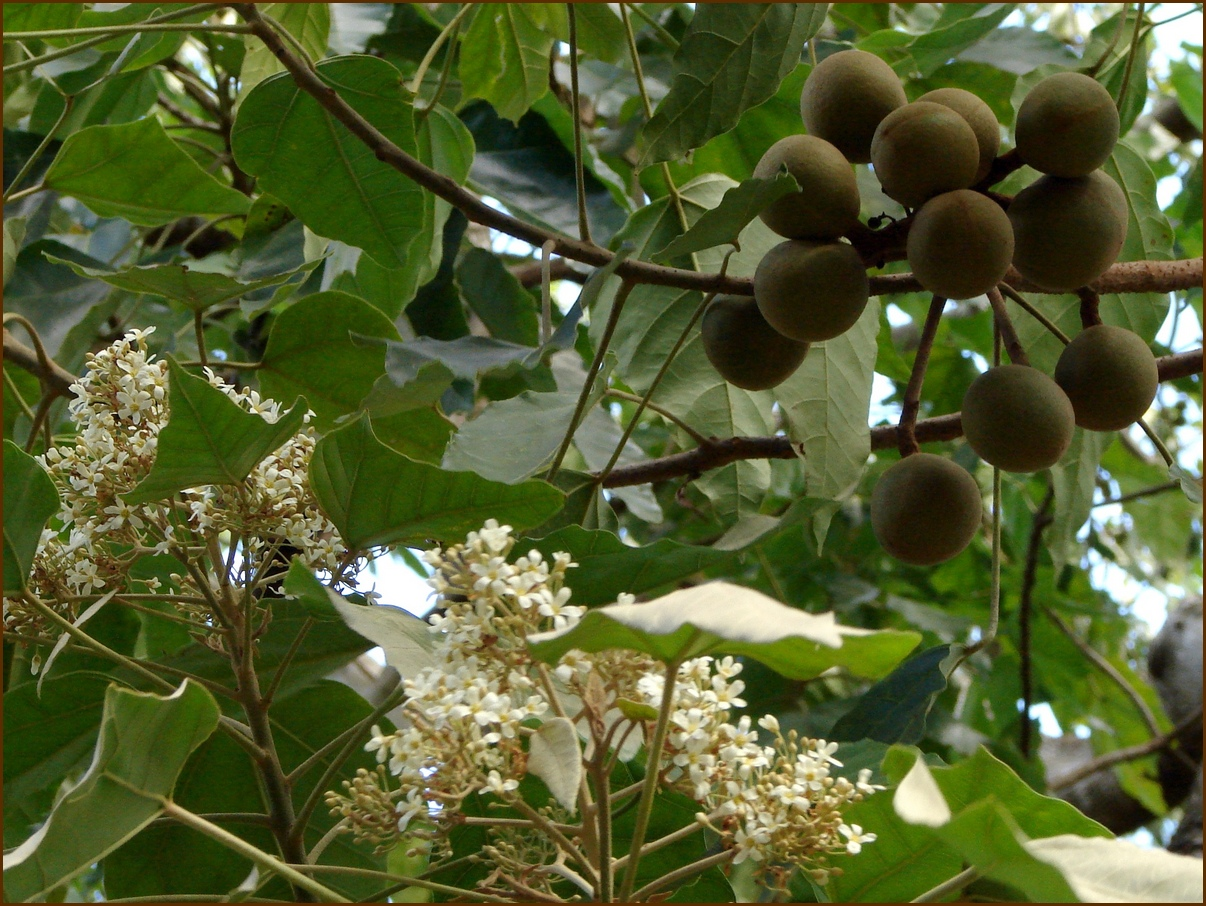
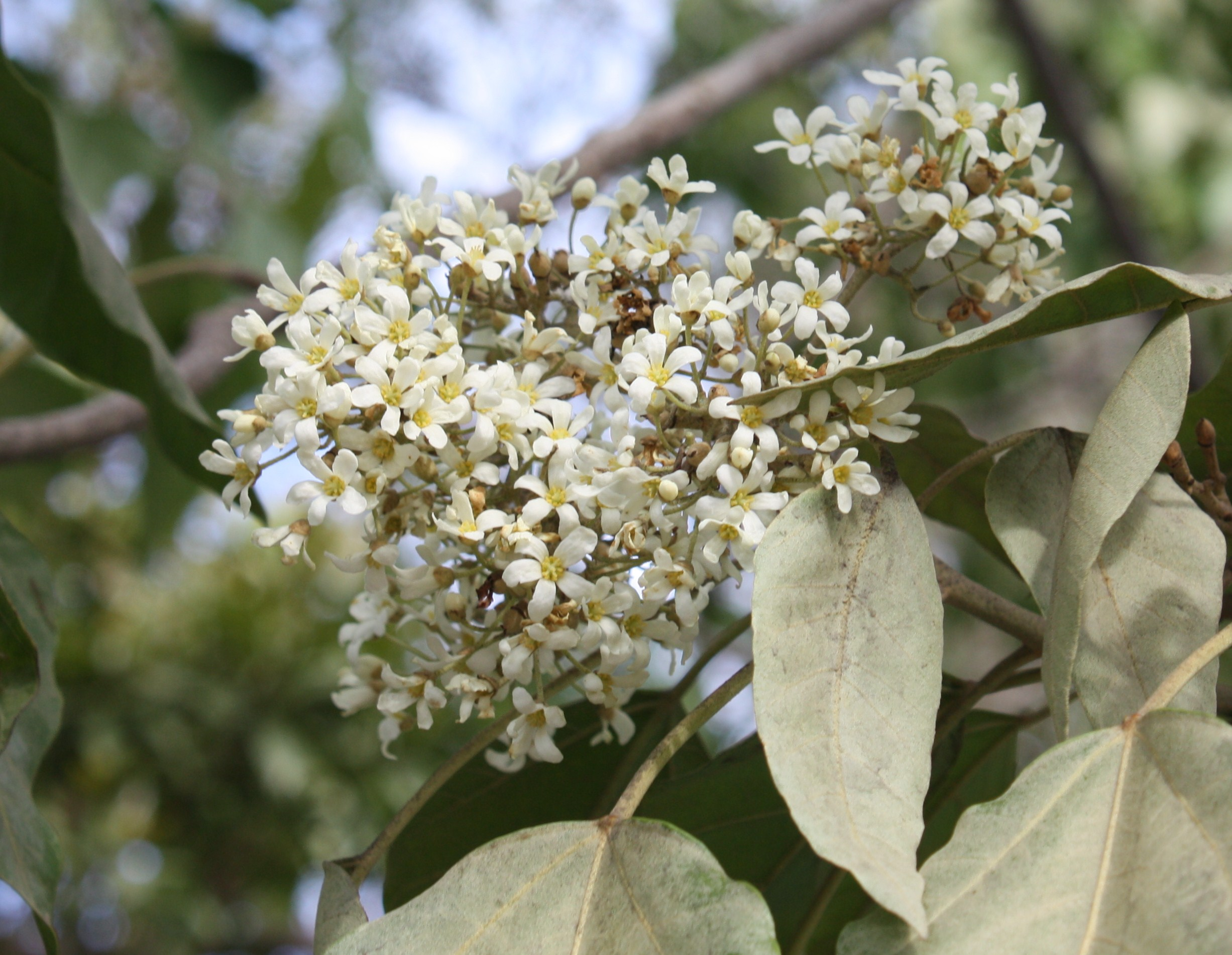
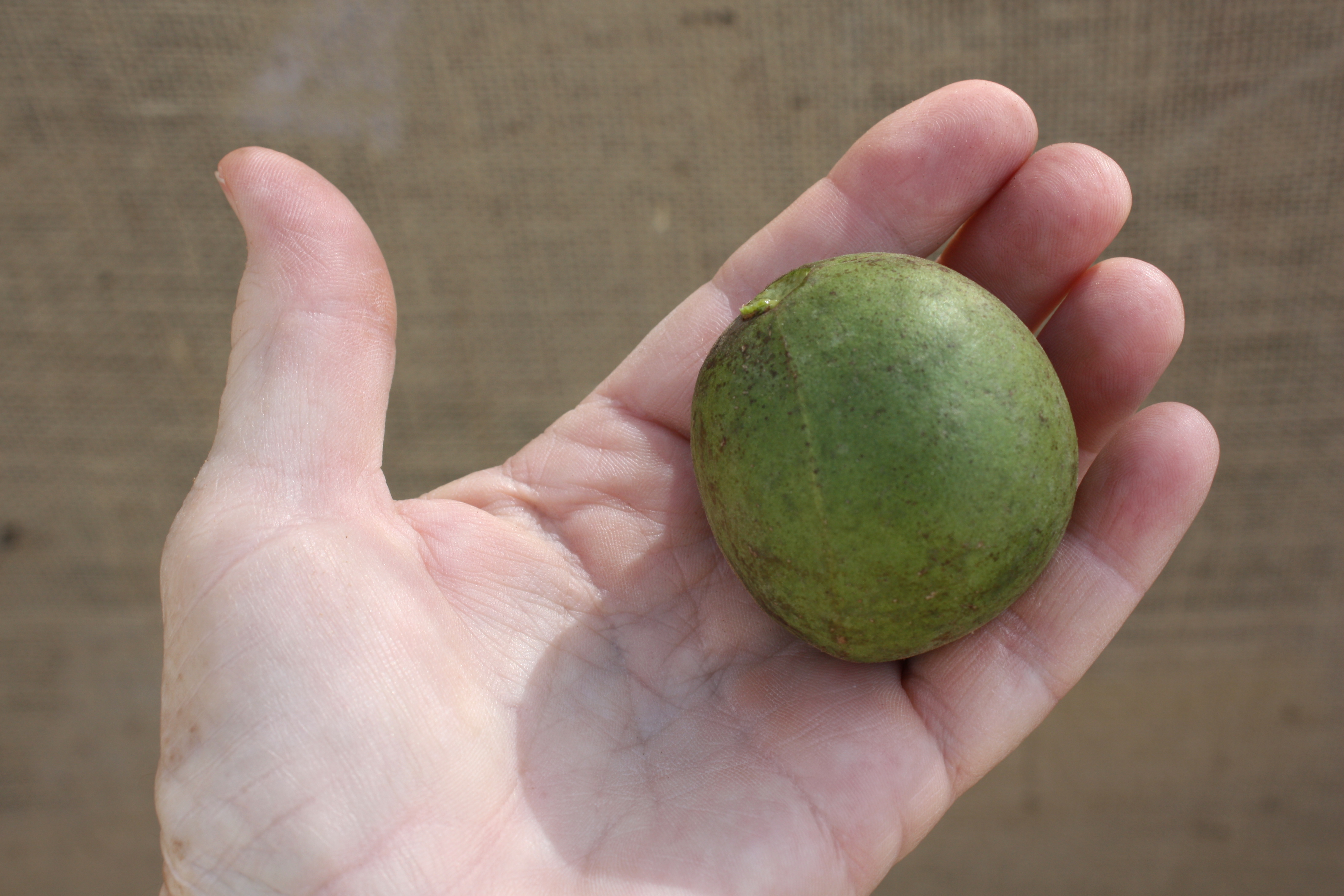
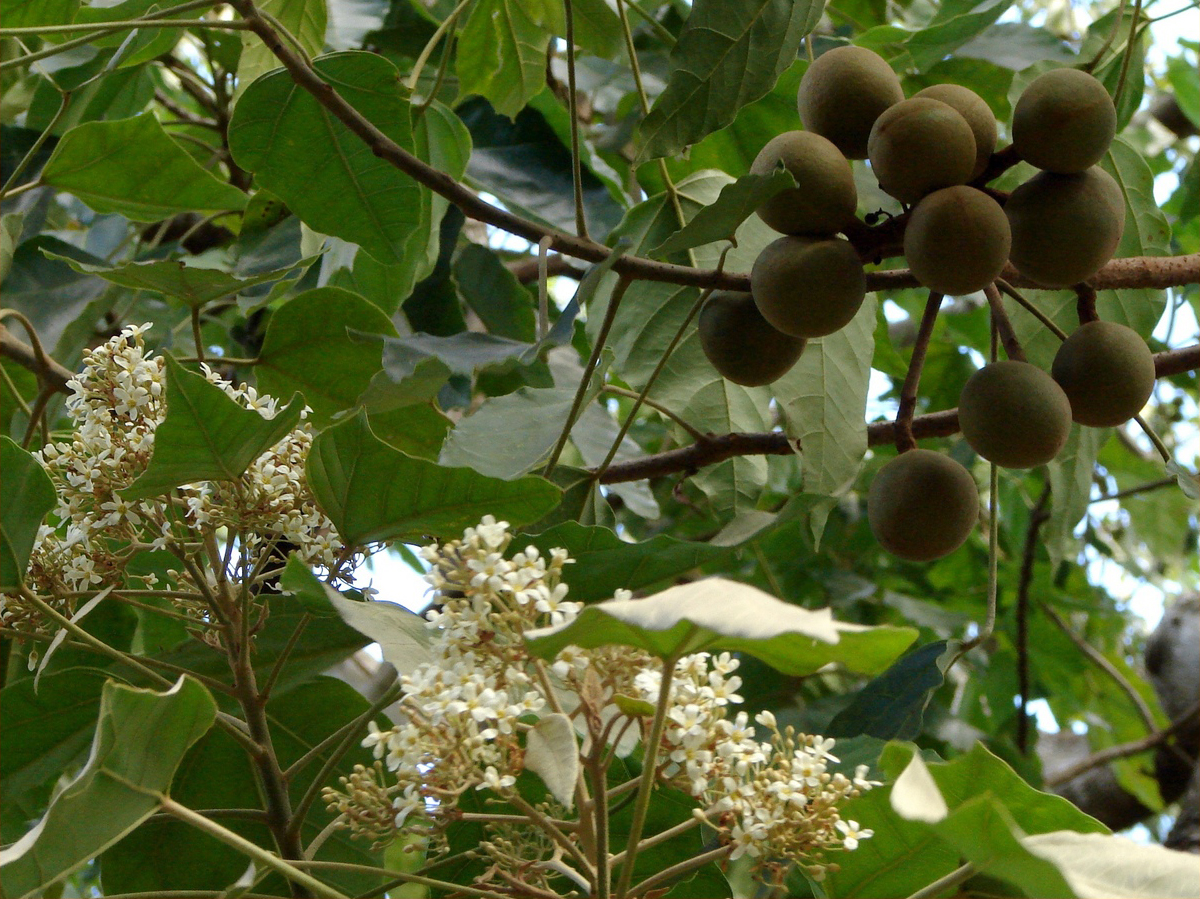
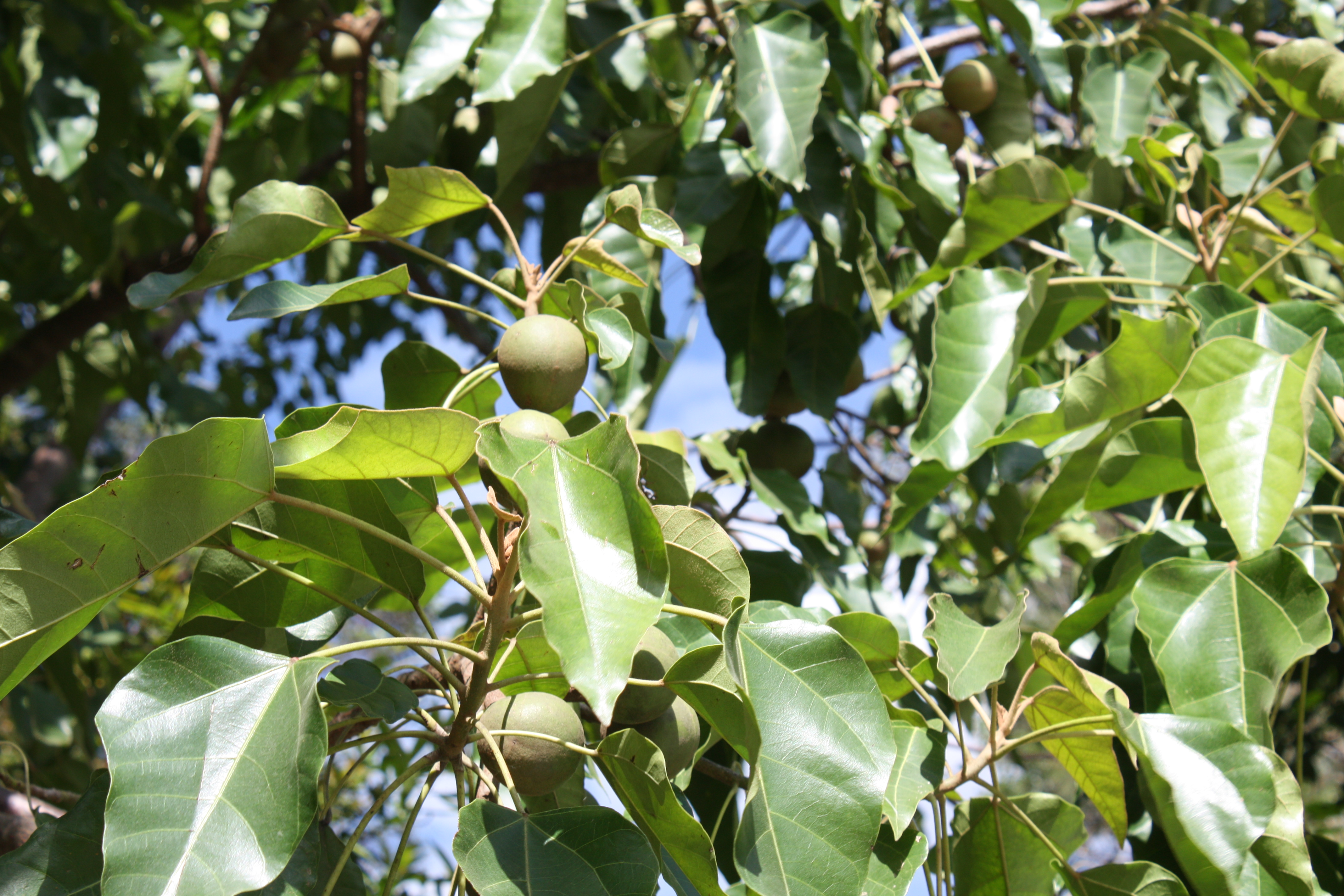